# Dick Klein
Richard Oland Klein, detto Dick (Fort Madison, 16 settembre 1920 – Greenville, 10 ottobre 2000), è stato un cestista e giocatore di baseball statunitense, professionista nella NBL.

## Carriera
Giocò una stagione nella NBL, disputando 15 partite con 4,9 punti di media.